# Amarachi Okafor
Amarachi Okafor (Umuahia, 1977) è un'artista nigeriana.
Le sue opere d'arte negli ultimi cinque anni si sono focalizzate su cultura, religione, storia, relazioni di genere e sessualità umana. Ha frequentato nel 2002 un corso di Pittura presso l'University of Nigeria Nsukka e nel 2007, presso la medesima università, ha svolto un master in scultura. Attualmente lavora alla NGA (National Gallery of Art) ad Abuja in Nigeria.

## Residenze
- 2010 Popopstudios Centre for the Visual Arts, Nassau, Bahamas
- 2009 Nkd (Nordisk Kunstnarsenter Dalsåsen), Norway
- 2007 Lademoen Kunstnerverksteder Trondheim, Norway
- 2004 Aina Onabolu Studios, National Gallery of Art Lagos, Nigeria

## Mostre personali
- 2009 “Seven Days Live Art”: esposizione di opere d'arte in più luoghi e in più giorni, a Dalsasen, Dale I Sunnfjord, Norway.
- 2009 “Open Studio to work in Progress” al Nkd Dalsasen, Dale I Sunnfjord, Norway.
- 2008 “Africa West”, Oriel Mostyn Gallery Llandudno Wales, UK
- 2007 “Europe at Financial Times”, Babel Art Gallery, Trondheim. Norway
- 2007 Open Studio, Lademoen Kunstnerverksteder, Norway

## Mostre collettive
- 2010 ‘Shared Perspectives’ RAVY (RENCONTRES D'ARTS VISUELS DE YAOUNDÉ) Festival. Yaoundé- Cameroun
- 2009 “The 1st International Festival of Contemporary Art of Algiers” (FIAC ) Musée National d'Art Moderne et Contemporain, The International Art Expo Nigeria, National Museum Onikan, Lagos.
- 2008 ARESUVA 2008: International Conference Centre Abuja, Nigeria
- 2008 Experimental frontiers: Society Through The Eyes of South African and Nigerian Artists. Vansa Western Cape Space, South Africa
- 2008 “Art 4” Channel Four Television Corporation (“Channel 4”). London, UK
- 2007 Guest Artists' Open Studios, Lademoen Kunstnerverksteder Trondheim, Norway
- 2007 MFA Graduation Exhibition, University of Nigeria, Nsukka
- 2007 “Make-Op/Zombification” Interdisciplinary Theatre Performance, Goethe-Institut Lagos, Nigeria
- 2006 “20th Century Art: a Story from Nigeria: An ‘Off Show” of Dak'Art, Cheikh Anta Diop University, Dakar-Senegal
- 2004 “Afrika Heritage”, Pan African Circle of Artists, Exhibition, Alliance Francaise, Enugu
- 2004 “Visual Orchestra”, Alliance Francaise, Enugu
- 2003 Heritage, Federal Capital Territory Council for Arts and Culture, FCT Abuja
- 2002 “Women in Art Exhibition”, National Gallery of Modern Art, Lagos mostra organizzata da Chinze Art Place, Abuja Sheraton Hotel and Towers, Abuja Heritage, FCT Council for Arts and Culture, FCT Abuja Bachelors Degree Award Exhibition, Fine Arts Department, University of Nigeria, Nsukka
- 2002 “Artytude” Art Theatre, University of Nigeria, Nsukka
- 2001 “Women in Art Exhibition”, FCT Council for Arts and Culture, FCT Abuja
- 2001 “Footprints”, Ana Gallery, University of Nigeria, Nsukka

## Opere 2005-2010
- Pretty Garbage (2007)
- Lowest Prices (2007)
- Expectations, Responsibilities and Shame (2007)
- A City Woman' (2007)
- Trying To Be Colourful' (2009)
- My Man and I, Me and My Men, and Vice versa' (2009)
- The Shape of Hanging Skin (2009)
- Used Through' (2009)
- 3¼(Three Quaters) of Minus Nature' (2009)